# Kastelruther Spatzen
Kastelruther Spatzen — музыкальный коллектив из Южного Тироля (Италия), основанный в 1976 году. Название группы происходит от городка Кастельротто, где группа была основана. Группа исполняет в основном народную музыку и получил немало наград, в том числе 13 раз — Премию «ЭХО» в 1993, 1996, 1997, 1998, 1999, 2000, 2001, 2003, 2006, 2007, 2008 и 2009 годах.

## История
Kastelruther Spatzen были образованы в 1976 году Карлом Шидером, Вальтером Мауронером, Валентином Зильбернаглем, Освальдом Саттлером, Фердинандом Риером и Антоном Риером. Антон Риер ушёл в 1977 году, а Норберт Риер присоединился к группе в качестве барабанщика в 1979 году. Фердинанд Риер ушёл в 1980 году и был заменен Альбином Гроссом. В 1983 году с этим составом они выпустили свой первый сингл, Das Mädchen mit den erloschenen Augen, который был награждён Золотым диском.
В 1986 году Карл Шидер покинул группу, чтобы продолжить другую карьеру, и был заменен Карлом Хойфлером. В 1991 году Рюдигер Хеммельманн присоединился к группе в качестве барабанщика. В 1993 году Освальд Саттлер ушёл в сольную карьеру, и его сменил Андреас Фултерер, который ушёл пять лет спустя также в сольную карьеру. Затем его сменил Курт Дассер.

## Дискография
- Альбомы
  - Das Mädchen mit den erloschenen Augen, 1983
  - Ich sag’s Dir mit Musik, 1985
  - Musikantengold, 1986
  - Servus Südtirol, 1987
  - Weihnachtssterne, 1987
  - Wenn Berge träumen, 1988
  - Doch die Sehnsucht bleibt, 1989
  - Feuer im ewigen Eis, 1990
  - Wahrheit ist ein schmaler Grat, 1991
  - Das Beste der Kastelruther Spatzen Folge 1, 1991 — Raccolta
  - Eine weiße Rose, 1992
  - Die schönsten Liebeslieder der Kastelruther Spatzen, 1992
  - Der rote Diamant, 1993
  - Atlantis der Berge, 1994
  - Kastelruther Classics Folge 1, 1994 — Raccolta
  - Nino und das Geheimnis des Friedens, 1994
  - Das erste Gebot ist die Liebe, 1995
  - Das Beste der Kastelruther Spatzen Folge 2, 1995 — Raccolta
  - Kastelruther Spatzen live in Berlin, 1996 — Live
  - Sterne über’m Rosengarten, 1996
  - Träume von Liebe und Zärtlichkeit, 1996 — Raccolta
  - Herzschlag für Herzschlag, 1997
  - Kastelruther Classics Folge 2, 1997 — Raccolta
  - Die weiße Braut der Berge, 1998
  - Weihnachten mit den Kastelruther Spatzen, 1998
  - Die Legende von Croderes, 1999
  - Und ewig wird der Himmel brennen, 2000
  - Jedes Abendrot ist ein Gebet, 2001
  - Ihre Ersten Erfolge, 2001
  - Das Beste der Kastelruther Spatzen Folge 3, 2001 — Raccolta
  - Liebe darf alles, 2002
  - Das Frühlingsfest der Volksmusik — Das Gold-Jubiläum der Kastelruther Spatzen Doppel-CD, 2002
  - Herzenssache, 2003
  - Alles Gold dieser Erde, 2003
  - 16 Spatzen-Hits Instrumental, 2004
  - Berg ohne Wiederkehr, 2004
  - Zufall oder Schicksal, 2005
  - Nino und das Geheimnis des Friedens, 2005 (Remake + 2 tracce extra)
  - …und Singen ist Gold, 2006
  - Dolomitenfeuer, 2007
  - Geschrieben für die Ewigkeit — Besinnliche Lieder, 2008
  - Jeder Tag ist eine Rose, 2008
  - Herz gewinnt — Herz verliert, 2008
  - Ein Kreuz und eine Rose, 2009
  - 25 Jahre Kastelruther Spatzen, 2009 — Raccolta

- DVD
  - Das Beste Folge 1
  - Das Beste Folge 2
  - Herzschlag für Herzschlag
  - Das große Kastelruther Spatzenfest
  - Ich würd es wieder tun
  - Berg ohne Wiederkehr
  - Dolomitenfeuer
  - Noch größer als der Everest